# 中華基督教會基智中學
中華基督教會基智中學（英語：CCC Kei Chi Secondary School），是位於九龍觀塘區瑞寧街的一所中學，也是觀塘區第一間男女津貼中學。現任校長為李淦章博士，而副校長為何穎文女士、王美清女士和蔡莉晶女士。基智中學是一所基督教學校，屬於中華基督教會香港區會。

## 學校簡介
中華基督教會基智中學（以下簡稱「基智中學」）以「基督為智慧之鑰」的精義命名，「識真理，得自由，而服務」是學校的校訓，校舍共六層高，共有24個班別，中一至中六每級四班（A、B、C、D）每班約30多人，另設有特別學習室、傷殘人士洗手間及升降機。該校設有30多個課外活動，以及超過100項聯課活動，如本地考察、境外交流、宿營研習，並與校外社福機構及民間組織合辦講座及工作坊等。

### 歷任校監
- 1965－1973年：潘頓牧師
- 1973－1984年：汪彼得牧師
- 1984－1985年：李凊詞牧師
- 1985－1988年：郭乃弘牧師
- 1988－1993年：翁珏光牧師
- 1993年：蘇宗仁博士
- 1993－1994年：吳振智牧師
- 1995－1997年：胡丙杰牧師
- 1997－2003年：陸輝牧師
- 2003－2009年：黃成榮博士
- 2009－2012年：許俊炎先生
- 2012－2018年：張群顯博士
- 2018年至今：李志華先生

### 歷任校長
- 1965－1974年：翁喜光先生[3]
- 1974－1990年：湯保歸先生
- 1990－2000年：陸澤湝先生
- 2000－2015年：阮德富先生
- 2015年至今：李淦章博士[4]

## 教學
基智中學於2019年參與賽馬會「翻轉教學」先導計劃，在英文科和數學科實踐翻轉教學，把傳統的「堂上講課、課後功課」教學程序倒轉，在2019冠狀病毒病疫情下利用短片，參考學生常犯錯誤，製作預習功課，讓學生自主學習基礎知識，然後調整教學內容，提升學生的數學能力及興趣，並十多種應用程式，協助學生培養英語閱讀、寫作及說話能力，訓練學生說話及辯論技巧，該校的1名數學科教師及英文科教師在「翻轉教學個案比賽」獲得冠軍，而另1名英文科教師則獲得優異獎。

## 新聞事件

### 學生事故
2002年3月5日，1名14歲中一男生於午膳時間由校園三樓步下，在步行幾級至樓梯轉角位時，一手按着梯級的扶手欄，躍起坐在欄杆上，背向外面，雙腳向梯級內，然後沿扶手滑下，他在滑下四五級後，疑因失去平衡，整個人向梯級外仰，由約十呎高墮下至二樓大堂地上，頭部着地昏迷，送院搶救數天後不治，事件引起傳媒關注及報導，有專家表示學生因為貪玩而作出危險行為，容易造成傷害以致死亡，香港學校訓導人員協會認為這個年代的學生以自我為中心，缺乏自制能力，欠缺守法精神的情況較過去普遍，而規範學生的校規只能根據大原則，不能細分成不同的條文來規管學生。學友社認為學生在校園意外增加，不應視為校園危機四伏，亦不足以反映學生頑皮，應視現今校園的活動空間增加，校方應提醒學生在使用校內設施時注意安全，不致累己累人便足夠。2003年2月18日，1名16歲中二男生在校內上體育課時，疑因突發性心臟病猝死。2008年11月5日，1名中一男生報稱於校園內先後多次遭高年級同學以黑社會術語盤問威嚇，其後於校外遇襲及被迫跪地認錯，校方知悉事件後通知其家長並陪同到警署報案，並為有關學生提供輔導及跟進服務。

### 協助警方偵破販毒案
2001年底，警方派遣1名警員參與臥底行動，喬裝中學生混入基智中學，調查校園販毒活動，其後逮捕1名於校內包裝及向同學兜售氯胺酮（俗稱「K仔」）的女學生及2名涉案男生，同時查出以街外人身份利用學生在校園內販毒的幕後賣家，香港特別行政區區域法院法官李唯治在判決時讚揚基智中學積極剷除校內壞分子，協助警方破案，成為其他學校的榜樣，並表示該校學生家長應感到欣慰。

### 教師洩露試題事件
2014年，基智中學接獲學生投訴，指一名中三級數學科男教師，於考試前派發與試題非常近似的溫習題給其教授的二十多名學生，質疑該名教師洩露試題，造成不公，校方認為事態嚴重，事件違反公平原則，因此決定安排全體中三級學生重考數學科，以重考成績為準，並向受影響的學生家長致函解釋。事件引起各界的關注及討論，有學生認為該名教師只是無心之失，但表示重考的試題比原本的深奧，因此不想重考，也有學生表示自己之前考試不合格，重考也沒關係。當時的校長阮德富表示涉事教師屬新入職，聲稱之前任教的學校允許教師在考試前派發溫習題給學生，不知道基智中學是不容許這樣做，阮德富認為該名教師出於好心，希望幫助學生取得好成績，他拒絕透露會否對該名教師作出處分。教育界立法會議員葉建源表示，教師為了取悅學生或提升學生考試成績而洩露試題，均對考試構成不公，教師如果不清楚學校的規則，應該主動向校方查詢，同時認為學校需要對違規的教師作警告及處分。

### 砍伐榕樹爭議
2014年10月21日，基智中學聘專人把學校外牆直徑約2呎的老榕樹鋸掉，有居民為此而向傳媒投訴，指榕樹有數十年樹齡，樹齡比學校的校齡更老，枝幹沒有蛀蝕痕迹，樹枝葉茂盛，能為途人遮蔭擋雨，榕樹原本並非靠近學校石牆，校方於多年前擴建時把石牆建近該榕樹，並質疑校方為了保住石牆而砍伐樹木，不符保育及愛護大自然的教育之道。當時的校長阮德富表示校方曾接獲多個投訴，擔心校外的榕樹有危險，遂聘請樹木專家檢查，檢查結果顯示榕樹雖然健康，惟榕樹倚牆而生，繼續生長有機會損害牆身結構，令牆身傾斜及爆裂，有塌樹或塌牆的潛在風險，基於安全理由決定砍伐榕樹。公眾對於砍伐榕樹有不同意見，有人對失去老樹感到惋惜，也有人指打風落雨時，擔心榕樹塌下傷人。地政總署表示曾派員實地視察該處，確認遭移除的榕樹屬基智中學的私人土地範圍 ，由業主維修及保養，而該地段的地契沒有保護樹木條款，業主毋須取得地政總署批准便可進行移走或修剪樹木的工程，亦無違反該地段的地契。長春社指被移除的榕樹根部及樹幹橫切面沒有腐爛，認為沒有即時危險，估計校方未有考慮其他方案，例如為樹木加固支撐，讓榕樹繼續生長，並指這次事件反映私人土地的樹木未必受保護，促請政府加強對學校的支援及盡快草擬《樹木法》，確保私人土地業主聘請合資格的承建商檢驗樹木。

## 著名/傑出校友
演藝及文化界：
- 周汶锜：香港著名女模特兒
- 陳松伶：香港女藝人
- 陳欣欣：香港有線電視體育節目主持，前亞洲電視藝員
- 劉浩良：香港導演及編劇
- 溫裕紅（1986年中五）：已故香港女藝人
- 廖安麗（1970年代預科）：香港女演員
- 徐日勤：香港音樂家[24]

體育界：
- 楊翠玲（2000年畢業）：香港劍擊港隊代表，2002年釜山亞運銅牌得主
- 連寶香：香港劍擊港隊代表，2016年參加里約奧運

教育和學術界：
- 余濟美（1974年畢業）：香港中文大學化學系卓敏教授
- 歐陽偉豪：補習教師

時尚界：
- 湯南鴻（2015年畢業）：髮型師

其他：
- 馬逸彰（1976年中六）：前觀塘區議員及香港基督教女青年會高級主任幹事[25]
- 許開明：合一堂總牧師
- 廖宇波：GHAOGUANGSU虛擬貨幣創辦人

## 外部連結
- 基智中學校網 （页面存档备份，存于）